# Berceni, Prahova
Berceni là một xã thuộc hạt Prahova, România. Dân số thời điểm năm 2002 là 6074 người.